# 喜多站
喜多站（日语：／ Kita eki */?）是位於京都府宮津市今福，屬於WILLER TRAINS（京都丹後鐵道）的宮福線車站。車站編號為F11。

## 歷史
- 1988年（昭和63年）7月16日 - 宮福鐵道（現時：北近畿丹後鐵道）宮福線開通，此站啟用[1]。
- 2015年（平成27年）4月1日 - 由WILLER TRAINS接管車站，成為京都丹後鐵道宮福線車站。

## 車站構造
本站是地面車站，設有1面1線單式月台，宮津方向的列車會開啟左邊車門。前往福知山方向和宮津方向的列車使用同一月台。由於此站沒有設置轉轍器和絶對信號機，因此被定義為停留所。
此站是無人車站，沒有設置站房和自動售票機。車站出入口直接連接月台。

## 車站周邊
本站東邊為山腳，西邊為廣寬田園。車站與今福、喜多村落之間一段距離。
- 京都府道9號綾部大江宮津線（日语：京都府道9号綾部大江宮津線）
- 盛林寺
- 上宮津簡易郵局
- 宮津市立上宮津小學

## 使用狀況
以下為近年1日平均乘車人次列表：
| 乘車人次變化 | 乘車人次變化    |
| 年度         | 1日平均乘車人次 |
| ------------ | --------------- |
| 1999         | 25              |
| 2000         | 19              |
| 2001         | 19              |
| 2002         | 14              |
| 2003         | 11              |
| 2004         | 11              |
| 2005         | 11              |
| 2006         | 11              |
| 2007         | 11              |
| 2008         | 16              |
| 2009         | 14              |
| 2010         | 8               |
| 2011         | 5               |
| 2012         | 3               |
| 2013         | 3               |
| 2014         | 0               |
| 2015         | 3               |
| 2016         | 3               |
| 2017         | 3               |
| 2018         | 0               |

## 相鄰車站
WILLER TRAINS（京都丹後鐵道）
宮福線
辛皮（F11）－喜多（F12）－宮村（F13）

## 注腳
1. 1 2  曾根悟（監修）. 朝日新聞出版分冊百科編集部（編集） , 编. . 週刊朝日百科. 14号 神戸電鉄・能勢電鉄・北条鉄道・北近畿タンゴ鉄道. 朝日新聞出版. 2011-06-19: 28 （日语）.
2. ↑  京都府統計書

## 外部連結
- 喜多站（页面存档备份，存于）（日語） - 京都丹後鐵道